# Паклене улице 7
Паклене улице 7 (енгл. Furious 7, Fast & Furious 7) амерички је акциони трилер филм о уличним ауто-тркама из 2015. године у режији Џејмса Вона. Сценарио потписује Крис Морган на основу ликова које је написао Гери Скот Томпсон, док су продуценти филма Нил Мориц, Вин Дизел и Мајкл Фотрел. Наставак је филма Паклене улице 6 из 2013. године и седми је филм у серијалу Паклене улице. Музику је компоновао Брајан Тајлер.
У филму је представљена ансамблска подела улога коју чине Вин Дизел, Пол Вокер, Двејн Џонсон, Мишел Родригез, Тајрис Гибсон, Крис „Лудакрис” Бриџиз, Џордана Брустер, Џимон Хансу, Курт Расел и Џејсон Стејтам. Филм прати Доминика Торета (Дизел), Брајана О’Конера (Вокер) и остатак њиховог тима, који су се вратили у Сједињене Државе како би живели нормалним животима након обезбеђивања амнестије за њихове раније злочине у претходном филму, све док Декард Шо (Стејтам), атентатор који покушава да се освети свом млађем брату Овену Шоу, још једном не доведе тим у опасност.
Док су претходна три остварења била смештена између филмова Паклене улице 2 (2003) и Паклене улице 3 (2006), овај филм је био први који је смештен након трећег дела. Ово је последњи филм у коме се појавио Пол Вокер, који је погинуо у саобраћајној несрећи 30. новембра 2013. године, док снимање још није било завршено. Након његове смрти снимање је одложено због измене сценарија, док су његова браћа, Кејлеб и Коби, послужили као заменици у његовим преосталим сценама. Измењени сценарио је довео до краја причу о Вокеровом лику, који је накнадно пензионисан.
Планови за седми филм у серијалу су најављени у фебруару 2012, када је Џонсон изјавио да ће продукција овог филма започети након завршетка Паклених улица 6. У априлу 2013, Вон, нарочито познат по хорор филмовима као што су Слагалица страве и Астрална подмуклост, најављен је као режисер овог филма уместо Џастина Лина, који је напустио серијал након што је режирао претходна четири остварења. Кастинг је почео током истог месеца, када је потврђено да ће се Дизел и Вокер појавити у филму и када је одређен датум реализације. Снимање је почело у Атланти у септембру 2013, наставило у се у априлу 2014, а завршено је у јулу исте године, док су остале локације снимања укључивале Лос Анђелес, Колорадо, Абу Даби и Токио.
Филм је премијерно приказан 1. априла 2015. у Лос Анђелесу, док је у америчким биоскопима реализован 3. априла исте године, а емитовао се у 3Д, ИМАКС 3Д и 4DX форматима. Остварио је критички и комерцијални успех, а нарочито су похваљене акционе сцене и емотивно опраштање од Вокера. Зарадио је 397,6 милиона долара током премијерног викенда приказивања, што га је у то време учинило другим најуспешнијим премијерним викендом икада. Филм је укупно зарадио преко 1,5 милијарди долара широм света, а само након 12 дана приказивања је постао најуспешнији филм из серијала, трећи најуспешнији филм из 2015. и у то време трећи најуспешнији филм икада.
Наставак, Паклене улице 8, премијерно је приказан 2017. године.

## Радња
После победе над Овеном Шоом (Лук Еванс) и његовом екипом са којом су осигурали своју амнестију, Доминик Торето (Вин Дизел), Брајан О’Конер (Пол Вокер) и остатак екипе се вратио у Сједињене Америчке Државе где су наставили да живе своје уобичајене животе. Доминик покушава да помогне Лети (Мишел Родригез) да поврати памћење, док се Брајан привикава на улогу оца. У међувремену, Овенов старији брат, Декард Шо (Џејсон Стејтам), проваљује у осигурану болницу у којој је његов млађи брат Овен у коми и заклиње се да ће осветити свог брата.
Шо проваљује у канцеларију Лука Хобса (Двејн Џонсон), агента Америчке дипломатске безбедносне службе да би дошао до података који је тим умало убио његовог брата. После откривања свог идентитета, Шо се физички обрачунава са Хобсом и успева да побегне, пошто активира бомбу која разноси целу канцеларију и шаље Хобса и његову партнерку Елену Невес (Елза Патаки) кроз прозор, на кров аутомобила. Елена хитно одводи тешко повређеног Хобса у болницу. У међувремену, Доминик сазнаје да је његова сестра Мија (Џордана Брустер) поново трудна и убеђује је да то каже Брајану, упркос њеним приговорима. Међутим, пакет у коме је била бомба, послат из Токија експлодира и уништава кућу Доминика Торета само неколико тренутака после убиства Хана у Токију које је починио Декард Шо. Доминик касније посећује Хобса у болници, где сазнаје да је Шо протерани атентатор специјалних снага који тражи освету за свог брата. Доминик потом путује у Токио да преузме тело свог пријатеља Хана (Сунг Канг), где упознаје Шона Бозвела (Лукас Блек), Хановог пријатеља, који му даје Ханове личне ствари које је нашао на месту судара и међу њима се налазила огрлица са крстом коју је Доминик покушавао да пронађе за Лети.
На Хановој сахрани у Лос Анђелесу, коју надгледају чланови екипе, Роман Пирс (Тајрис Гибсон) и Теж Паркер (Крис Лудакрис Бриџиз), Роман се заклиње да не жели да иде више на сахране, а Брајан му напомиње да постоји само још једна сахрана од важности – Шоова. Изненада, Доминик уочава аутомобил из којих их неко посматра и креће у моменталну потеру за тим аутомобилом, који је возио Шо. После чеоног судара у игри кукавице, обојица се припремају за физички обрачун, али Шо успева да умакне када је стигао тим специјалаца, предвођен Френком Петијем (Курт Расел), који се представио као „Господин Нико”. Пети обавештава Доминика да ће му помоћи да заустави Шоа, ако му помогне да спречи плаћеника Џакандеа (Џимон Хансу) да се домогне Божијег Ока, компјутерског програма који може да користи све дигиталне уређаје да прати одређену особу и спаси њеног креатора, хакера Ремзија, од Џакандеових људи. Доминик позива Брајана, Лети, Романа и Тежа да му помогну. Међутим, Брајан обећава Мији, да ће се када заврше са Шоом, потпуно посветити породичном животу. Да би спасио Ремзија, тим је морао да избаци своје аутомобиле из авиона на пут негде у Кавказима, пресретне Џакандеов конвој и спасе Ремзија и тада су сазнали да је Ремзи (Натали Емануел) у ствари млада девојка Меган. Потом су се упутили у Абу Даби, где је милијардер купио хард диск од Ремзиног пријатеља, на коме се налазило Божије Око. Тим проваљује у његово поткровље у ком се налазио сеф са Lykan Hypersport-ом у коме се налазио хард диск, који су успешно вратили у свој посед. У оба наврата, тим је јурио Шо, који је успео да се сукоби са Домиником и тим је једва успео да побегне. 
Са Божијим Оком, тим је успео да прати и пронађе Шоа, који их је чекао у једној фабрици. Доминик, Брајан, Пети и његова јединица специјалаца је покушала да ухвати Шоа, али су упали у заседу Џакандеа и његових људи, који су склопили савез са Шоом. Петијеви људи су убијени, сам Пети је рањен, али успева да побегне са Домиником и Брајаном, док је Џаканде успео да се домогне Божијег Ока. На путу ван земље, Пети упозорава Доминика и Брајана да ће Џаканде искористити Божије Око да пронађе и ухвати Ремзи. На крају разговора они одлазе остављајући Петија да сачека хеликоптер који је полако пристизао да га спаси. Немајући другог избора, тим одлучује да се врати у Лос Анђелес, где ће се борити са Шоом, Џакандеом и његовим људима на домаћем терену. Доминик је испланирао да се суочи са Шоом сам, док се Брајан са остатком екипе припремао за борбу са Џакандеом у којој би успели да врате контролу над Божијим Оком. У исто време, Мија открива Брајану да је поново трудна и да ће добити девојчицу.
Док Џаканде јури Брајана и остатак екипе са хеликоптером и беспилотном летелицом, користећи Божије Око да прати Ремзи, тим користи Ремзи да хакује у Божије Око и убаци вирус. Хобс, који је видео да је тим у невољи, одлази из болнице и уништава беспилотну летелицу помоћу кола Хитне помоћи. Када је Брајан успео ручно да преусмери сигнал програма, Ремзи је успешно извршила хаковање, повратила контролу над Божијим Оком и угасила га. У међувремену, Доминик Торето и Декард Шо су у физичком обрачуну на паркингу гараже, све док Џаканде не успева да се умеша и нападне их обојицу. Пре него што је Шо ухапшен и предан властима, део гараже се урушава на њега. Доминик се потом бори са Џакандеом и успева да лансира свој аутомобил у коме се налазио, на хеликоптер који је за длаку промашио, али био довољно близу да баци торбу пуну граната унутар хеликоптера. Домиников аутомобил затим пада и он је теже повређен. Хобс пуца у торбу са гранатама са земље, погађа и уништава хеликоптер у коме се налазио Џаканде. Доминик је био у несвести и тим се плашио да је можда мртав. Док је Лети држала Доминиково тело на својим рукама, открива да јој се памћење вратило и да се сећа њиховог венчања, за које нико није знао. Убрзо након тога, Доминик долази себи, говорећи: „Било је време.”
Касније, Шо је приведен од стране Хобса и затворен у тајни, добро обезбеђени затвор ЦИА. У међувремену, на плажи, Брајан и Мија се играју са својим сином Џеком, док их Доминик, Лети, Роман, Теж и Ремзи посматрају, дивећи се њиховој срећи признају да ће Брајану бити боље сада када је са породицом. Доминик тихо одлази, а Брајан га сустиже код стоп знака. Доминик се присећа свега шта је проживео са Брајаном, њих двојица крећу заједно аутомобилима, све до раскрснице на којој се Брајан одваја од главног пута и одлази у даљину.

## Улоге
| Глумац                 | Улога          |
| ---------------------- | -------------- |
| Вин Дизел              | Доминик Торето |
| Пол Вокер              | Брајан О’Конор |
| Двејн Џонсон           | Лук Хобс       |
| Џејсон Стејтам         | Декард Шо      |
| Џордана Брустер        | Мија Торето    |
| Мишел Родригез         | Лети Ортиз     |
| Тајрис Гибсон          | Роман Пирс     |
| Крис „Лудакрис” Бриџиз | Теж Паркер     |
| Лукас Блек             | Шон Бозвел     |
| Ронда Раузи            | Кара           |
| Натали Емануел         | Ремзи          |
| Курт Расел             | Господин Нико  |
| Џимон Хансу            | Моуз Џаканде   |
| Тони Џа                | Кијет          |
| Ноел Гуглијеми         | Хектор         |

## Продукција
Снимање филма је почело у септембру 2013. Међутим, оно је прекинуто у децембру 2013. због смрти глумца Пол Вокера. Џејмс Ван је потврдио да је снимање одложено али да није отказано и да ће се наставити. Снимање је настављено након што су сценаристи прилагодили сценарио новонасталој ситуацији. Премијера филма је била 3. април 2015.

### Снимање
Светска премијера у биоскопима је била заказана за 11. јул 2014. Дистрибутер Universal Pictures је обуставио продукцију због смрти Пола Вокера 30. новембра 2013. године. 22. децембра 2013. Вин Дизел је преко свог Фејсбук налога открио да ће нови датум светске премијере бити 10. април 2015, али је премијера ипак померена за прву недељу априла. Премијера у Србији је била 1. априла 2015.
15. априла 2014. је потврђено да ће браћа Пола Вокера (Кејлеб и Коди Вокер) попунити упражњено место њиховог брата. Изјава на званичној Фејсбук страници филма је гласила: „Ми смо наставили са снимањем, и уводимо Полову браћу, Кејлеба и Кодија, у нашу Паклену породицу. Кејлеб и Коди нам помажу да завршимо преосталу акцију њиховог брата и попуњавају мале недостатке у продукцији. Имајући њих на сету нам је створило утисак као да је Пол са нама.” У изјави је још и: „Пол је већ снимио своје драматичне сцене и већину својих акција за Паклене улице 7, и оне су међу најјачим сценама његове каријере.”